# Arcopsis solida
Arcopsis solida är en musselart som först beskrevs av G. B. Sowerby I 1833.  Arcopsis solida ingår i släktet Arcopsis och familjen Noetiidae. Inga underarter finns listade i Catalogue of Life.